# 長春東駅
長春東駅（ちょうしゅんひがしえき）とは、中華人民共和国吉林省長春市二道区に位置する長図線の駅。

## 歴史
- 1910年　開業。

## 隣の駅
中華人民共和国鉄道部
長図線
長春駅 - 長春東駅 - 竜泉駅
座標: 北緯43度53分44秒 東経125度22分04秒 / 北緯43.8956度 東経125.3677度